# Capella de Sant Miquel de Montornès
La Capella de Sant Miquel de Montornès es troba al Parc de la Serralada Litoral, concretament a Vallromanes (el Vallès Oriental).
Poc en queda d'aquesta ermita, de la qual es té notícia des del 1121 i que fou la capella del Castell de Montornès (Vallromanes) . Està situada a només 26 m del castell, a la banda sud. Només en queden dos trams de pocs metres dels murs laterals (separats del castell per un carreró, just dins el terme de Montornès del Vallès) i una part dels fonaments de l'absis.
A principis del segle xvii va ésser restaurada i s'hi feia un aplec el dia de Sant Miquel, patró de Vallromanes. El recorregut del romiatge passava pel turó de la Salve (600 metres al nord-oest), nom que li ve perquè allà s'aturaven a descansar i cantar una salve. Durant una de les guerres carlines (suposadament durant l'any 1838) es va profanar i la van utilitzar com a polvorí. Sembla que va explotar (sigui per accident o per atac de l'enemic) i des d'aquell moment restà definitivament abandonada.
Sota la capella i el castell s'alçaven les restes d'un antic poblat ibèric que foren arrasades amb la construcció del castell i la capella; se'n conserven restes uns metres més avall, el poblat ibèric del Turó de Sant Miquel.

## Accés
És ubicada a Vallromanes: deixem la BP-5002 com si anéssim al Golf Vallromanes i seguim les indicacions a Can Corbera fins a arribar al Coll del mateix nom, al peu del turó del castell. Allà prenem la pista que surt en direcció sud (barrada per una cadena), la qual passa a tocar de la capella. Coordenades: x=439380 y=4597760 z=426.